# 2016년 UEFA U-19 축구 선수권 대회
2016년 UEFA U-19 축구 선수권 대회는 2016년 7월 11일부터 7월 24일까지 독일에서 개최될 예정이다. 이 대회에서 5위 안에 진출한 팀들은 대한민국에서 개최되는 2017년 FIFA U-20 월드컵 출전권을 획득한다.
틀:UEFA U-19 축구 선수권 대회